# Harry Babbitt

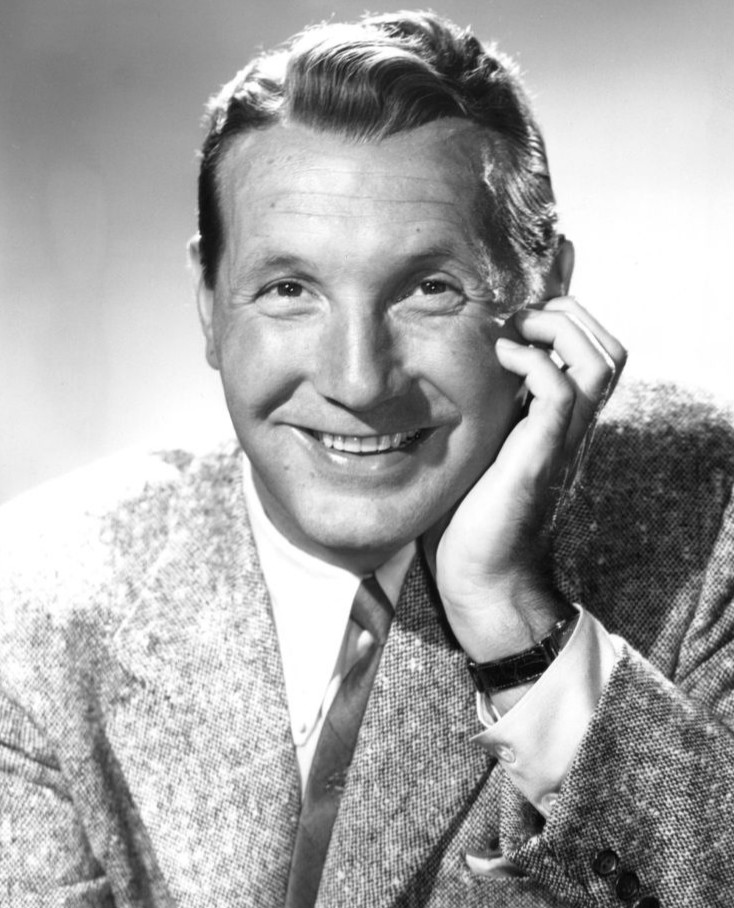
Harry Babbitt (1953)

Harry Babbitt (ur. 2 listopada 1913 w St. Louis w Missouri, zm. 9 kwietnia 2004 w Newport Beach w Kalifornii) – piosenkarz amerykański.
W latach 1938–1948 związany z zespołem Kay Kyser Big Band. Obok wielu znanych piosenek popularność przyniosła mu także głosowa rola dzięcioła Woody'ego w filmie animowanym dla dzieci. Zakończył karierę w showbiznesie w 1964.

## Późniejsze lata
Babbitt odszedł na emeryturę w 1964 roku i zarabiał na nieruchomościach w Orange County w Kalifornii. Zarządzał także Newport Tennis Club. Po śmierci Kysera Harry wyruszył w trasę koncertową z nowym zespołem, używając nazwiska i muzyki Kysera. Zmarł w wieku 90 lat w Aliso Viejo w Kalifornii.